# Hudnik
Hudnik je priimek v Sloveniji, ki ga je po podatkih Statističnega urada Republike Slovenije na dan 1. januarja 2010 uporabljalo 81 oseb.

## Znani nosilci priimka
- Dušan Hudnik (1941—2012), elektrotehnik
- Hermina Hudnik, pianistka
- Ines Hudnik, pevka
- Ivan Hudnik (*1961), pevec
- Izak Hudnik, violončelist
- Marko Hudnik (1931—2025), književnik, knjižničar
- Milan Hudnik (1922—1946), letalec
- Milan Hudnik (*1971), violončelist
- Peter Hudnik, glasbenik
- Saša Hudnik, umetnostna terapevtka
- Stanko Hudnik, alpinist "Skalaš", načelnik 1. reševalnega odseka SPD, skavt
- Špela Hudnik, arhitektka
- Tamara Hudnik-Plevnik (1923—2012), biokemičarka
- Vida Hudnik (*1940), kemičarka
- Karel Hudnik, inženir medijske produkcije